# カロリス・ラウクゼミス
カロリス・ラウクゼミス（Karolis Laukžemis、1992年3月11日 - ）は、リトアニア・パランガ出身のサッカー選手。アユタヤ・ユナイテッドFC所属。ポジションはFW。リトアニア代表。

## クラブ経歴
2017-18シーズン、FKスードゥヴァ・マリヤンポレをリーグ優勝に導き、そのシーズンのリーグ年間最優秀選手賞を受賞した。

## 代表経歴
2018年3月24日、ジョージア代表との親善試合でリトアニア代表デビューを果たした。